# Cát, Lâm Phần
Cát (chữ Hán giản thể: 吉县, âm Hán Việt: Cát huyện) là một huyện thuộc địa cấp thị Lâm Phần, tỉnh Sơn Tây, Cộng hòa Nhân dân Trung Hoa. Thác Hồ Khẩu trên sông Hoàng Hà nằm ở đây. Huyện Cát có diện tích 1779 km², dân số năm 2002 là 100.000 người. Huyện Cát có 3 trấn và 9 hương. 
- Trấn: Thành Quan, Truân Lý, Hồ Khẩu.
- Hương: Lan Gia Hà, Tào Tỉnh, Diêu Cừ, Minh Châu, Văn Thành, Vương Gia Viên, Đông Thành, Bách Sơn Tự, Trung Đoá.